# Norm Evans
Norm Evans (Santa Fé, Novo México, 28 de setembro de 1942) é um ex-jogador profissional de futebol americano estadunidense.

## Carreira
Norm Evans foi campeão da temporada de 1973 da National Football League jogando pelo Miami Dolphins.